# Тайонек (Аляска)
Тайонек (англ. Tyonek) — переписна місцевість (CDP) в США, в окрузі Кенай штату Аляска. Населення — 152 особи (2020).

## Географія
Тайонек розташований за координатами 61°6′27″ пн. ш. 151°23′48″ зх. д. / 61.10750° пн. ш. 151.39667° зх. д. (61.107587, -151.396552).  За даними Бюро перепису населення США в 2010 році переписна місцевість мала площу 178,64 км², з яких 175,76 км² — суходіл та 2,87 км² — водойми.

## Демографія
Згідно з переписом 2010 року, у переписній місцевості мешкала 171 особа в 70 домогосподарствах у складі 39 родин. Густота населення становила 1 особа/км².  Було 144 помешкання (1/км²).
Расовий склад населення:
| - 88,3 % — корінних американців - 5,3 % — білих |

До двох чи більше рас належало 6,4 %. Частка іспаномовних становила 5,3 % від усіх жителів.
За віковим діапазоном населення розподілялося таким чином: 28,1 % — особи молодші 18 років, 64,9 % — особи у віці 18—64 років, 7,0 % — особи у віці 65 років та старші. Медіана віку мешканця становила 33,6 року. На 100 осіб жіночої статі у переписній місцевості припадало 128,0 чоловіків;  на 100 жінок у віці від 18 років та старших — 132,1 чоловіків також старших 18 років.
Середній дохід на одне домашнє господарство  становив 50 366 доларів США (медіана — 33 750), а середній дохід на одну сім'ю — 50 356 доларів (медіана — 35 208). За межею бідності перебувало 21,0 % осіб, у тому числі 26,4 % дітей у віці до 18 років та 42,9 % осіб у віці 65 років та старших.
Цивільне працевлаштоване населення становило 92 особи. Основні галузі зайнятості: будівництво — 22,8 %, публічна адміністрація — 18,5 %, освіта, охорона здоров'я та соціальна допомога — 15,2 %.